# 24 uur van Spa-Francorchamps
De 24 uur van Spa-Francorchamps is een jaarlijkse race voor toerismewagens op het circuit van Spa-Francorchamps.  De race werd voor het eerst georganiseerd in 1924 door de Royal Automobile Club Belgium, slechts een jaar na de eerste 24 uur van Le Mans.
Tot 1978 werd er gereden op het oude 14 km lange circuit, in 1979 werd er overgeschakeld op het huidige circuit van ongeveer 7 km.
Tussen 1966 en 1973 maakte de 24 uur van Spa-Francorchamps deel uit van de European Touring Car Championship en later tussen 1982 en 1987. In 1987 telde de race ook mee voor het WK voor toerwagens of World Touring Car Championship.  In 1953 telde de race ook mee voor de World Sportscar Championship.  Sinds 2001 is de 24 uur opgenomen in het FIA GT-kampioenschap.

## Erelijst

### Resultaten op het 14km lange circuit (1924 - 1978)
| Jaar      | Auto                        | Rijders                                                   | Afstand             | Gemiddelde          | Opmerking                    |
| --------- | --------------------------- | --------------------------------------------------------- | ------------------- | ------------------- | ---------------------------- |
| 1924      | Bignan 2L                   | Henri Springuel Maurice Becquet                           |                     |                     |                              |
| 1925      | Chenard-Walcker             | André Lagache René Léonard                                |                     |                     |                              |
| 1926      | Peugeot 174S                | André Boillot Louis Rigal                                 |                     |                     |                              |
| 1927      | Excelsior                   | Robert Sénéchal Nicolas Caerels                           |                     |                     |                              |
| 1928      | Alfa Romeo 6C 1500 S        | Boris Ivanowski Attilio Marinoni                          |                     |                     |                              |
| 1929      | Alfa Romeo 6C 1750SS        | Robert Benoist Attilio Marinoni                           |                     |                     |                              |
| 1930      | Alfa Romeo 6C 1750GS        | Attilio Marinoni Pietro Ghersi                            |                     |                     |                              |
| 1931      | Mercedes-Benz SSK           | Dimitri Djordjadze Goffredo Zehender                      |                     |                     |                              |
| 1932      | Alfa Romeo 8C 2300LM        | Antonio Brivio Eugenio Siena                              |                     |                     |                              |
| 1933      | Alfa Romeo 8C 2300LM        | Louis Chiron Luigi Chinetti                               |                     |                     |                              |
| 1934      | Bugatti Type 44             | Jean Desvignes Norbert Mahé                               |                     |                     |                              |
| 1935      | Geen race gehouden          | Geen race gehouden                                        | Geen race gehouden  | Geen race gehouden  | Geen race gehouden           |
| 1936      | Alfa Romeo 8C 2900A         | Francesco Severi Raymond Sommer                           |                     |                     |                              |
| 1937      | Geen race gehouden          | Geen race gehouden                                        | Geen race gehouden  | Geen race gehouden  | Geen race gehouden           |
| 1938      | Alfa Romeo 8C 2900B         | Carlo Pintacuda Francesco Severi                          |                     |                     |                              |
| 1939 1947 | Geen races gehouden         | Geen races gehouden                                       | Geen races gehouden | Geen races gehouden | Geen races gehouden          |
| 1948      | Aston Martin 2-Litre Sports | St John Horsfall Leslie Johnson                           |                     |                     |                              |
| 1949      | Ferrari 166 MM              | Luigi Chinetti Jean Lucas                                 |                     |                     |                              |
| 1950 1952 | Geen races gehouden         | Geen races gehouden                                       | Geen races gehouden | Geen races gehouden | Geen races gehouden          |
| 1953      | Ferrari 375 MM Pinin        | Giuseppe Farina Mike Hawthorn                             |                     |                     | World Sportscar Championship |
| 1954 1963 | Geen races gehouden         | Geen races gehouden                                       | Geen races gehouden | Geen races gehouden | Geen races gehouden          |
| 1964      | Mercedes-Benz 300SE         | Robert Crevits Gustave Gosselin                           | 3962,100            | 164,825             |                              |
| 1965      | BMW 1800 Ti/SA              | Pascal Ickx Gérard Langlois van Ophem                     | 3812,591            | 158,855             |                              |
| 1966      | BMW 2000ti                  | Hubert Hahne Jacky Ickx                                   | 4048,368            | 168,681             |                              |
| 1967      | Porsche 911                 | Jean-Pierre Gaban "Pedro" Noël Van Assche                 | 4052,883            | 168,867             |                              |
| 1968      | Porsche 911                 | Erwin Kremer Willi Kauhsen Helmut Kelleners               | 4004,827            | 166,867             |                              |
| 1969      | Porsche 911                 | Guy Chasseuil Claude Ballot-Lena                          | 4272,231            | 187,006             |                              |
| 1970      | BMW 2800CS                  | Günther Huber Helmut Kelleners                            | 4252,407            | 177,183             |                              |
| 1971      | Ford Capri RS               | Dieter Glemser Alex Soler-Roig                            | 4385,100            | 182,690             |                              |
| 1972      | Ford Capri RS 2600          | Jochen Mass Hans-Joachim Stuck                            | 4498,436            | 187,431             |                              |
| 1973      | BMW 3.0 CSL                 | Toine Hezemans Dieter Quester                             | 4422,980            | 184,290             |                              |
| 1974      | BMW 3.0 CSi                 | Jean Xhenceval Alain Peltier                              | 4147,289            | 172,804             |                              |
| 1975      | BMW 3.0 CSi                 | Jean Xhenceval Hughes de Fierlandt                        | 4249,270            | 177,053             |                              |
| 1976      | BMW 3.0 CSL                 | Jean-Marie Detrin Nico Demuth "Chavan" Charles Van Stalle | 4087,904            | 170,329             |                              |
| 1977      | BMW 530 IUS                 | Eddy Joosen Jean-Claude Andruet                           | 4083,835            | 170,159             |                              |
| 1978      | Ford Capri III 3.0S         | Gordon Spice Teddy Pilette                                | 4315,594            | 179,816             |                              |

### Resultaten op het 7km lange circuit (1979 - )
| Jaar | Auto                             | Rijders                                                              | Afstand  | Gemiddelde | Opmerking                                                             |
| ---- | -------------------------------- | -------------------------------------------------------------------- | -------- | ---------- | --------------------------------------------------------------------- |
| 1979 | Ford Capri III 3.0S              | Jean-Michel Martin Philippe Martin                                   | 3083,632 | 128,485    |                                                                       |
| 1980 | Ford Capri III 3.0S              | Jean-Michel Martin Philippe Martin                                   | 2952,318 | 123,013    |                                                                       |
| 1981 | Mazda RX-7                       | Tom Walkinshaw Pierre Dieudonné                                      | 3183,952 | 132,737    | World Sportscar Championship                                          |
| 1982 | BMW 528i                         | Hans Heyer Armin Hahne Eddy Joosen                                   | 3132,224 | 130,808    | European Touring Car Championship                                     |
| 1983 | BMW 635 CSi                      | Thierry Tassin Hans Heyer Armin Hahne                                | 3333,726 | 130,808    | European Touring Car Championship                                     |
| 1984 | Jaguar XJS                       | Tom Walkinshaw Hans Heyer Win Percy                                  | 3055,485 | 131,091    | European Touring Car Championship                                     |
| 1985 | BMW 635 CSI                      | Roberto Ravaglia Gerhard Berger Marc Surer                           | 3470,000 | 144,344    | European Touring Car Championship                                     |
| 1986 | BMW 635 CSI                      | Dieter Quester Thierry Tassin Altfrid Heger                          | 3463,060 | 144,232    | European Touring Car Championship                                     |
| 1987 | BMW M3                           | Jean-Michel Martin Didier Theys Eric van de Poele                    | 3338,140 | 139,908    | World Touring Car Championship                                        |
| 1988 | BMW M3                           | Altfrid Heger Dieter Quester Roberto Ravaglia                        | 3532,460 | 146,929    | European Touring Car Championship                                     |
| 1989 | Ford Sierra RS Cosworth          | Gianfranco Brancatelli Win Percy Bernd Schneider                     | 3338,140 | 139,130    |                                                                       |
| 1990 | BMW M3                           | Fabien Giroix Johnny Cecotto Markus Oestreich                        | 3247,920 | 135,330    |                                                                       |
| 1991 | Nissan Skyline GT-R              | Anders Olofsson David Brabham Naoki Hattori                          | 3587,980 | 149,456    |                                                                       |
| 1992 | BMW M3                           | Steve Soper Jean-Michel Martin Christian Danner                      | 3560,220 | 148,947    |                                                                       |
| 1993 | Porsche 911 RSR                  | Christian Fittipaldi Uwe Alzen Jean-Pierre Jarier                    | 2154,904 | 144,667    |                                                                       |
| 1994 | BMW 318is                        | Roberto Ravaglia Thierry Tassin Alexander Burgstaller                | 3625,960 | 151,047    |                                                                       |
| 1995 | BMW 320i                         | Joachim Winkelhock Steve Soper Peter Kox                             | 3612,532 | 150,531    |                                                                       |
| 1996 | BMW 320i                         | Jörg Müller Thierry Tassin Alexander Burgstaller                     | 3507,821 | 145,956    |                                                                       |
| 1997 | BMW 320i                         | Didier de Radiguès Marc Duez Éric Hélary                             | 3372,680 | 140,252    |                                                                       |
| 1998 | BMW 318i                         | Marc Duez Eric van de Poele Alain Cudini                             | 3344,807 | 139,344    |                                                                       |
| 1999 | Peugeot 306 GTI                  | Frédéric Bouvy Emmanuel Collard Anthony Beltoise                     | 3428,427 | 142,588    |                                                                       |
| 2000 | Peugeot 306 GTI                  | Frédéric Bouvy Kurt Mollekens Didier Defourny                        | 3330,870 | 138,686    |                                                                       |
| 2001 | Chrysler Viper GTS-R             | Christophe Bouchut Jean-Philippe Belloc Marc Duez                    | 3679,104 | 152,999    | FIA GT Championship                                                   |
| 2002 | Chrysler Viper GTS-R             | Christophe Bouchut Sébastien Bourdais David Terrien Vincent Vosse    | 3654,059 | 152,019    | FIA GT Championship                                                   |
| 2003 | Porsche 911 GT3-RS               | Stéphane Ortelli Marc Lieb Romain Dumas                              | 3327,613 | 138,557    | FIA GT Championship                                                   |
| 2004 | Ferrari 550 Maranello            | Luca Cappellari Fabrizio Gollin Lilian Bryner Enzo Calderari         | 3888,144 | 161,974    | FIA GT Championship                                                   |
| 2005 | Maserati MC12                    | Michael Bartels Timo Scheider Eric van de Poele                      | 4000,896 | 166,638    | FIA GT Championship                                                   |
| 2006 | Maserati MC12                    | Michael Bartels Andrea Bertolini Eric van de Poele                   | 4092,961 | 171,034    | FIA GT Championship                                                   |
| 2007 | Corvette C6.R                    | Mike Hezemans Fabrizio Gollin Jean-Denis Délétraz Marcel Fässler     | 3726,660 | 155,241    | FIA GT Championship                                                   |
| 2008 | Maserati MC12                    | Michael Bartels Andrea Bertolini Eric van de Poele Stéphane Sarrazin | 4041,885 | 168,096    | FIA GT Championship                                                   |
| 2009 | Corvette C6.R                    | Anthony Kumpen Kurt Mollekens Mike Hezemans Jos Menten               | 3915,795 | 163,12     | FIA GT Championship                                                   |
| 2010 | Porsche 911 GT3 RSR              | Romain Dumas Martin Ragginger Jörg Bergmeister Wolf Henzler          | 3789,164 | 157,832    | FIA GT Championship                                                   |
| 2011 | Audi R8 LMS                      | Gregory Franchi Timo Scheider Mattias Ekström                        | 3817,180 | 158,898    | Blancpain Endurance Series                                            |
| 2012 | Audi R8 LMS Ultra                | Andrea Piccini René Rast Frank Stippler                              | 3565,036 | 148,5      | Blancpain Endurance Series                                            |
| 2013 | Mercedes-Benz SLS AMG GT3        | Maximilian Buhk Maximilian Götz Bernd Schneider                      | 3950,256 | 164,6      | Blancpain Endurance Series                                            |
| 2014 | Audi R8 LMS Ultra GT3            | Laurens Vanthoor Markus Winkelhock Rene Rast                         | 3691,108 | 153,7      | Blancpain Endurance Series                                            |
| 2015 | BMW Z4 GT3                       | Markus Palttala Lucas Luhr Nick Catsburg                             | 3754,144 | 156,3      | Blancpain Endurance Series                                            |
| 2016 | BMW M6 GT3                       | Alexander Sims Philipp Eng Maxime Martin                             | 3719,124 | 154.975    | Blancpain GT Series Endurance Cup,Intercontinental GT Challenge       |
| 2017 | Audi R8 GT3                      | Christopher Haase Jules Gounon Markus Winkelhock                     | 3824.184 | 159.341    | Blancpain GT Series Endurance Cup,Intercontinental GT Challenge       |
| 2018 | BMW M6 GT3                       | Tom Blomqvist Christian Krognes Philipp Eng                          | 3579.044 | 149.127    | Blancpain GT Series Endurance Cup,Intercontinental GT Challenge       |
| 2019 | Porsche 911 GT3 R                | Kevin Estre Michael Christensen Richard Lietz                        | 2542.45  | 105.78     | Blancpain GT Series Endurance Cup,Intercontinental GT Challenge       |
| 2020 | Porsche 911 GT3 R                | Nick Tandy Earl Bamber Laurens Vanthoor                              | 3691.10  | 153.7      | GT World Challenge Europe Endurance Cup,Intercontinental GT Challenge |
| 2021 | Ferrari 488 GT3 Evo 2020         | Alessandro Pier Guidi Côme Ledogar Nicklas Nielsen                   | 3894.22  | 162.26     | GT World Challenge Europe Endurance Cup,Intercontinental GT Challenge |
| 2022 | Mercedes-AMG GT3 Evo             | Raffaele Marciello Jules Gounon Daniel Juncadella                    | 3754.14  | 156.42     | GT World Challenge Europe Endurance Cup,Intercontinental GT Challenge |
| 2023 | BMW M4 GT3                       | Philipp Eng Marco Wittmann Nick Yelloly                              | 3761.14  | 156.7      | GT World Challenge Europe Endurance Cup,Intercontinental GT Challenge |
| 2024 | Aston Martin Vantage AMR GT3 Evo | Mattia Drudi Marco Sørensen Nicki Thiim                              | 3347.91  | 139.2      | GT World Challenge Europe Endurance Cup,Intercontinental GT Challenge |
| 2025 | Lamborghini Huracán GT3 Evo 2    | Mirko Bortolotti Luca Engstler Jordan Pepper                         | 3845.196 | 160.2      | GT World Challenge Europe Endurance Cup,Intercontinental GT Challenge |